# Histoire du syndrome d'Asperger
Pour un article plus général, voir Syndrome d'Asperger.

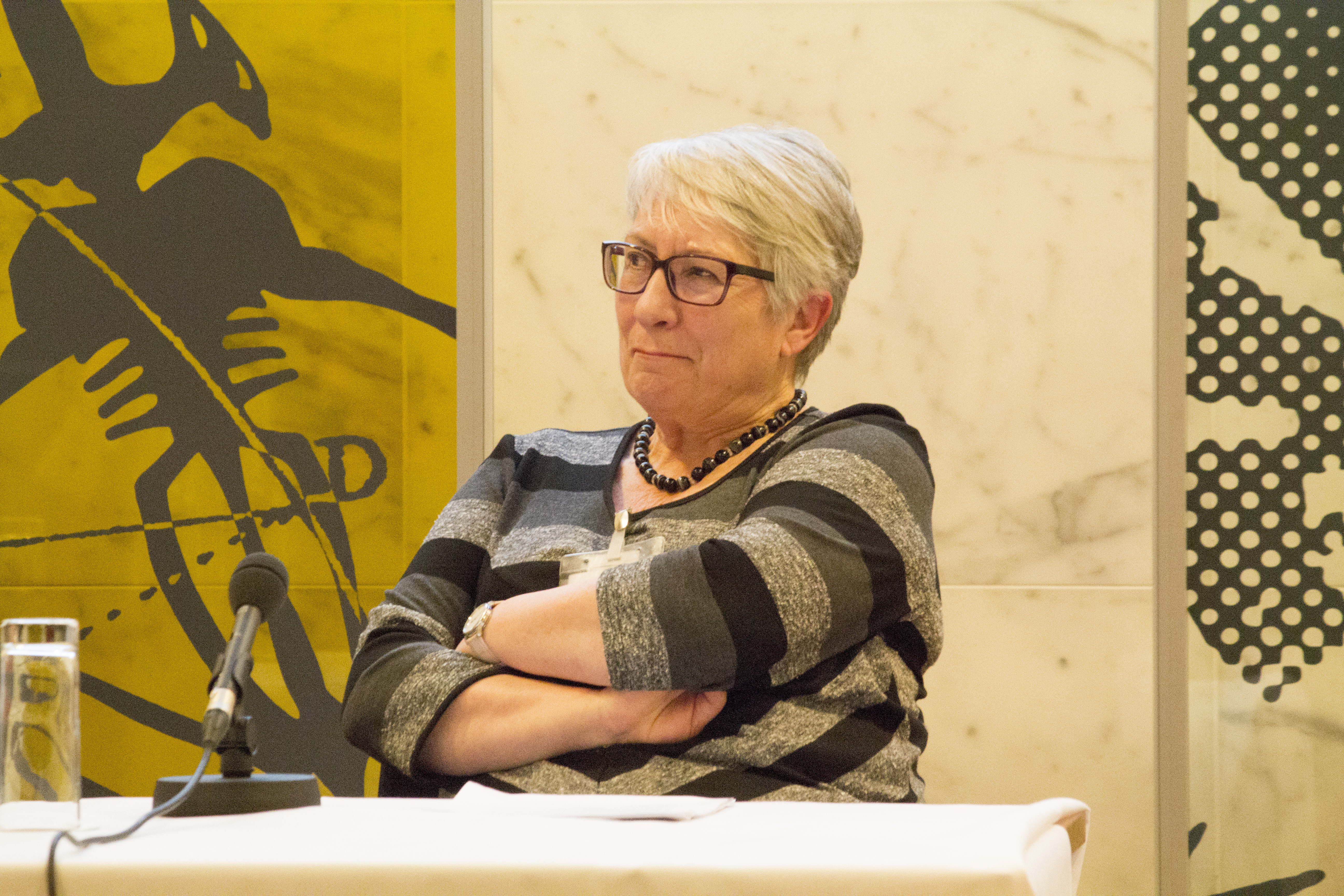
La chercheuse britannique Uta Frith a largement participé à la recherche et l'information concernant le syndrome d'Asperger.

L′histoire du syndrome d'Asperger, un trouble du spectre de l'autisme, est celle d'un diagnostic des troubles liés à l'autisme, brièvement officialisé dans les classifications internationales et les manuels de médecine entre les années 1990 et l'année 2013. Ce syndrome a été ainsi nommé en hommage à son découvreur Hans Asperger (1906-1980), un psychiatre et pédiatre autrichien. Le nom de « syndrome d'Asperger » a été popularisé en 1981 par la publication d'une psychiatre anglaise, Lorna Wing. Le premier ouvrage en langue anglaise qui lui soit entièrement consacré est rédigé par Uta Frith en 1991. Le syndrome d'Asperger a fait l'objet d'une médiatisation accrue et d'un débat de société depuis cette époque, notamment grâce aux prouesses intellectuelles de personnes diagnostiquées, comme Daniel Tammet et Josef Schovanec. En 2013, il est éliminé des sous-catégories d'autisme dans le DSM-5. Présent dans la CIM-10, il disparaît également dans la CIM-11 en 2018.

## Travaux de Hans Asperger
À partir des années 1920, différents concepts apparaissent dans la littérature médicale pour décrire des traits de personnalité, des comportements semblables à ce que décrit le psychiatre autrichien Hans Asperger dans psychopathie autistique de l'enfance, qui est considéré comme la première identification du syndrome. Dans ce texte proposé à publication le 8 octobre 1943, mais effectivement publié en 1944, H. Asperger a décrit le comportement particulier de 4 enfants de sa clinique et utilise la terminologie d'« autisme », apparemment indépendamment de son confrère Leo Kanner, qui identifie la même année aux États-Unis l'autisme infantile. Il fait preuve d'une remarquable précision dans sa description du syndrome, qu'il assimile à un trouble de la personnalité. 
Après la publication de NeuroTribes, une controverse a éclaté en 2015 et 2016 pour savoir si Leo Kanner aurait pu avoir connaissance des travaux de Hans Asperger avant leur publication. Il apparaît que les deux hommes se connaissaient, Leo Kanner ayant aidé un médecin de l'entourage d'Asperger à fuir les Nazis en 1944.
La description de la psychopathie autistique d'Asperger, bien que rattachée désormais aux troubles du spectre autistique (TSA), est à l'origine difficilement comparable à l'autisme infantile de Kanner. Élaborée en pleine période d'eugénisme nazi, la description d'Asperger s'attache tout particulièrement à défendre la valeur des individus autistes en mettant clairement en avant leur potentiel au-delà de la lourdeur du handicap :

« Nous sommes convaincus que les personnes autistes ont leur place dans la communauté sociale. Ils s'acquittent parfaitement de leurs tâches, peut-être mieux que n'importe qui, et nous parlons ici d'individus qui, dans leur enfance, ont eu les pires difficultés et ont causé d'innombrables soucis à leurs soignants. »

— Hans Asperger, Autistic psychopathy in childhood
Cependant, il a depuis été démontré, notamment avec la parution de l'ouvrage Les enfants d'Asperger, qu'Asperger collaborait activement aux programmes d'extermination des enfants handicapés. Sans doute parce qu'elles ont été rédigées en allemand, les observations de Hans Asperger restent globalement inconnues jusqu'en 1981, en particulier dans le monde anglo-saxon. Par contre, celles de Leo Kanner forment la base de la définition de l'autisme infantile. Durant ce laps de temps, les observations de cas d'autisme « de haut niveau », ou autisme « atypique » se multiplient. Environ 25 % des patients diagnostiqués pour l'autisme ne présentent pas de déficience intellectuelle ni de retard du langage.

## Redécouverte et formalisation
On attribue souvent à la psychiatre anglaise Lorna Wing la première utilisation de l'appellation de « syndrome d'Asperger », mais d'après un journal japonais de médecine clinique, la première utilisation de ce terme en anglais vient du sociologue allemand Gerhard Bosch, qui a écrit sur le sujet dès 1962. En 1981, un an après la mort de Hans Asperger, Lorna Wing publie une étude concernant 34 cas d'enfants autistes de haut niveau. Utilisant le terme de « syndrome d'Asperger », elle popularise cette approche. Cependant, cette publication n'est pas immédiatement portée à la connaissance des autres chercheurs et des cliniciens. 
L'article de Lorna Wing modifie et étend légèrement la conception qu'Asperger se faisait du syndrome qui porte désormais son nom. Elle précise que certains individus affectés peuvent connaître des difficultés d'apprentissage, ce qu'Asperger ne mentionne plus dans ses textes postérieurs à celui de 1944. Cet article est repris par Uta Frith, qui publie en 1991 un vaste ouvrage récapitulatif aux presses universitaires de Cambridge, intitulé Asperger syndrome. Cela bouleverse la définition de l'autisme, puisque des personnes avec et sans retard mental (voire surdouées) entrent désormais dans le même « spectre autistique », ce qui rend possible la collecte d'informations sur le syndrome d'Asperger par des personnes ayant elles-mêmes ce syndrome. Plusieurs spécialistes travaillent sur la définition de critères diagnostiques fiables. En tant que trouble envahissant du développement (TED), le syndrome d'Asperger fait son entrée dans la Classification internationale des maladies en 1993 puis dans le Manuel diagnostique et statistique des troubles mentaux (DSM-IV) en 1994. La même année, l'American psychiatric association reconnaît officiellement ce syndrome, puis Simon Baron-Cohen et Patrick Bolton publient un petit ouvrage récapitulatif visant à mieux faire connaître les formes d'autisme atypiques dans les pays anglo-saxons.
Depuis lors, les recherches sur l'autisme de haut niveau se multiplient, notamment dans les pays anglophones, contribuant à faire connaître le syndrome d'Asperger au grand public.

## Médiatisation et « culture aspie »
À la suite d'un célèbre article de Steve Silberman dans Wired en décembre 2001, intitulé « The Geek Syndrome », le nom de « syndrome geek » est aussi employé de manière inappropriée en référence au syndrome d'Asperger.
Depuis les années 1990, une véritable « culture Aspie » s'est mise en place à travers des sites internet, des associations et des publications autobiographiques, en répandant l'idée que le syndrome d'Asperger est un don plutôt qu'un handicap. Parmi les sites qui lui sont consacrés existent Aspergian pride (la « fierté d'être Asperger »), qui milite contre les représentations négatives de l'autisme dans les médias et célèbre les découvertes permises par des autistes Asperger, ainsi que Aspies For Freedom. Cette perception est favorisée par la médiatisation des prouesses intellectuelles de nombreuses personnes diagnostiquées comme porteuses de ce syndrome, comme Daniel Tammet et Josef Schovanec. En 2015, c'est un bachelier de seulement 13 ans ayant obtenu une mention « très bien » qui est médiatisé en mettant en avant le syndrome,.

## DSM-5
En 2013, en raison des difficultés à opérationnaliser ce syndrome et à le distinguer de l'autisme, le syndrome d'Asperger est éliminé des sous-catégories d'autisme dans le DSM-5.

### Traductions
- (en) Cet article est partiellement ou en totalité issu de l’article de Wikipédia en anglais intitulé « History of Asperger syndrome » (voir la liste des auteurs).

1. ↑  Titre original : (de) Die “Autistischen Psychopathen” im Kindesalter. [lire en ligne].
2. ↑  Traduction de « We are convinced, then, that autistic people have their place in the organism of the social community. They fulfil their role well, perhaps better than anyone else could, and we are talking of people who as children had the greatest difficulties and caused untold worries to their care-givers »